# Pz 68
Pz 61
Pz 68, Panzer 68 — швейцарский основной боевой танк 1970-х годов. Создан во второй половине 1960-х на основе танка Pz. 61, производился серийно в 1971—1984 годах. Выпуск осуществлялся четырьмя постепенно модернизировавшимися сериями и в итоге составил 400 машин. В начале 1990-х всё ещё состоявшие на вооружении Швейцарии Pz 68 были модернизированы: на танки была установлена компьютеризированная система управления огнём.
Еще на стадии первых испытаний и принятия на вооружение стало понятно, что новейший средний танк Pz 68 серьезно отстает от зарубежных конкурентов в части основных характеристик. Машина имела гомогенное бронирование и 105-миллиметровую нарезную пушку, тогда как зарубежная техника уже получала комбинированную защиту и гладкоствольные орудия. Сравнительный анализ Pz 68 и советского Т-72, проведенный швейцарскими специалистами, показал, что условный противник имеет однозначные преимущества, и с большой вероятностью завершит бой в свою пользу.
Ограниченные финансовые возможности заставили швейцарскую армию продолжать эксплуатацию устаревшей техники в течение длительного времени. В начале девяностых годов ей удалось снять с вооружения и списать имеющиеся машины типа Pz 61. Приказ о снятии с вооружения более новых Pz 68 появился в самом начале XXI века. Техника выводилась в резерв и отправлялась на хранение. Сообщалось о желании Таиланда приобрести до двух сотен списанных швейцарских танков, однако контракт не был подписан. В итоге значительное число снятых с вооружения танков все еще остается на хранении, но определенное количество машин уже успело отправиться на разборку. Несколько единиц такой техники сумели избежать подобной участи, став экспонатами различных музеев в Швейцарии и за ее пределами.

## Модификации
- Pz 68 — базовая серия, выпущено 170 единиц в 1971—1974 годах
- Pz 68 AA2 — вторая, улучшенная, серия. Выпущено 60 единиц в 1977 году
- Pz 68 AA3 — третья серия, с новой башней увеличенного объёма. Выпущено 110 единиц в 1978—1979 годах
- Pz 68 AA4 — четвёртая серия, с незначительными улучшениями. Выпущено 60 единиц в 1983—1984 годах

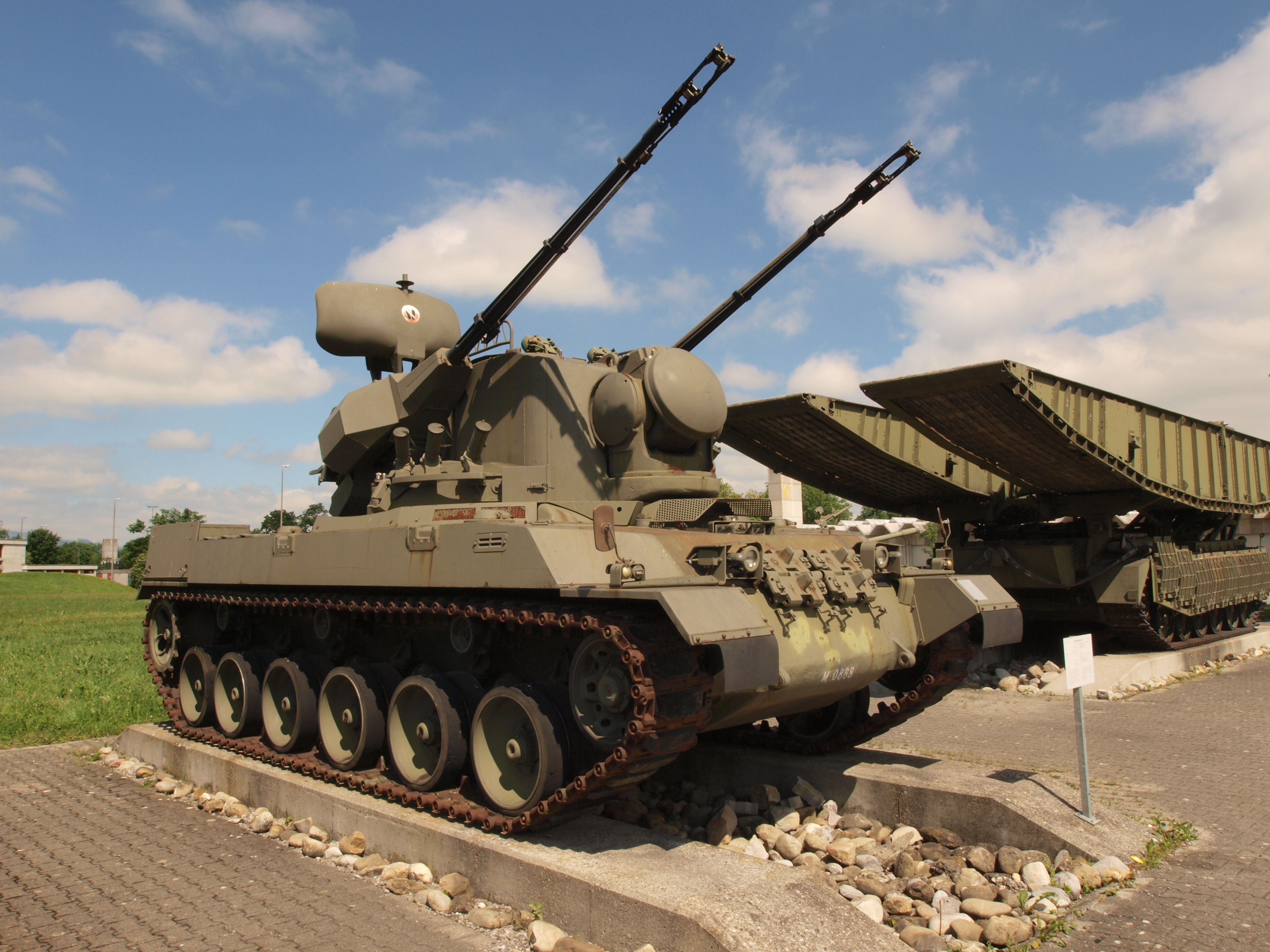
35 mm Flab Panzer B22L
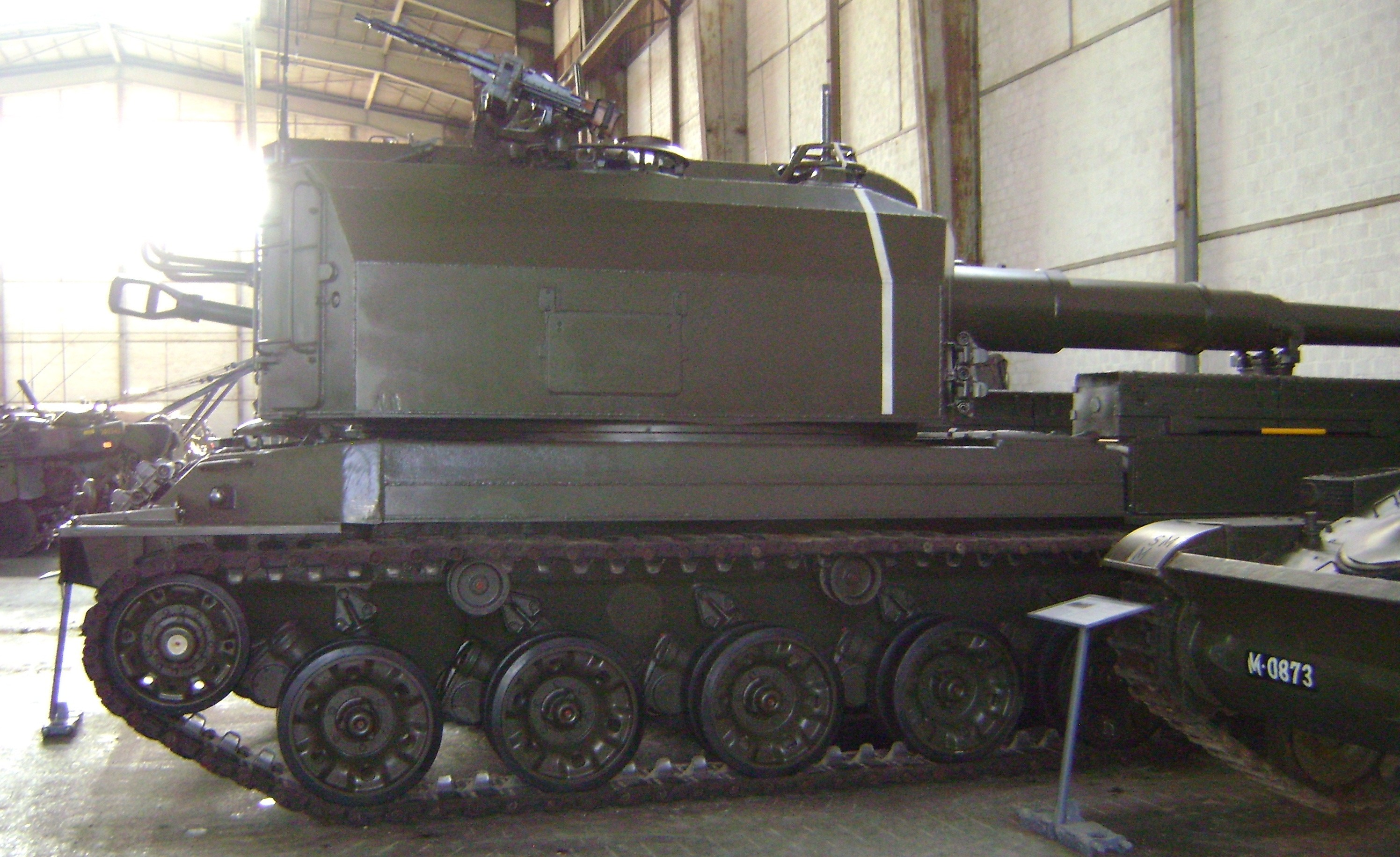
Panzerkanone 68
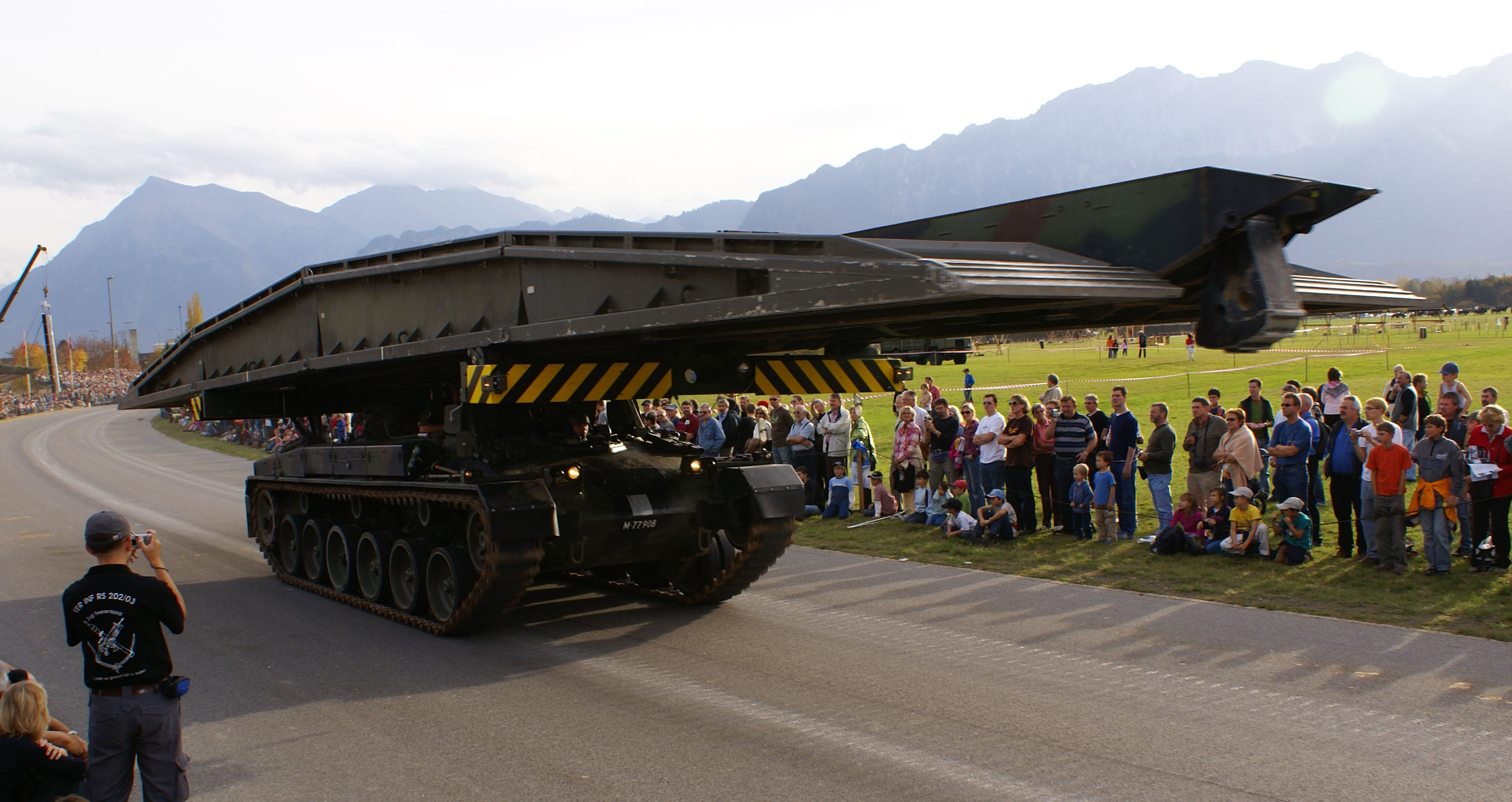
Brückenpanzer 68
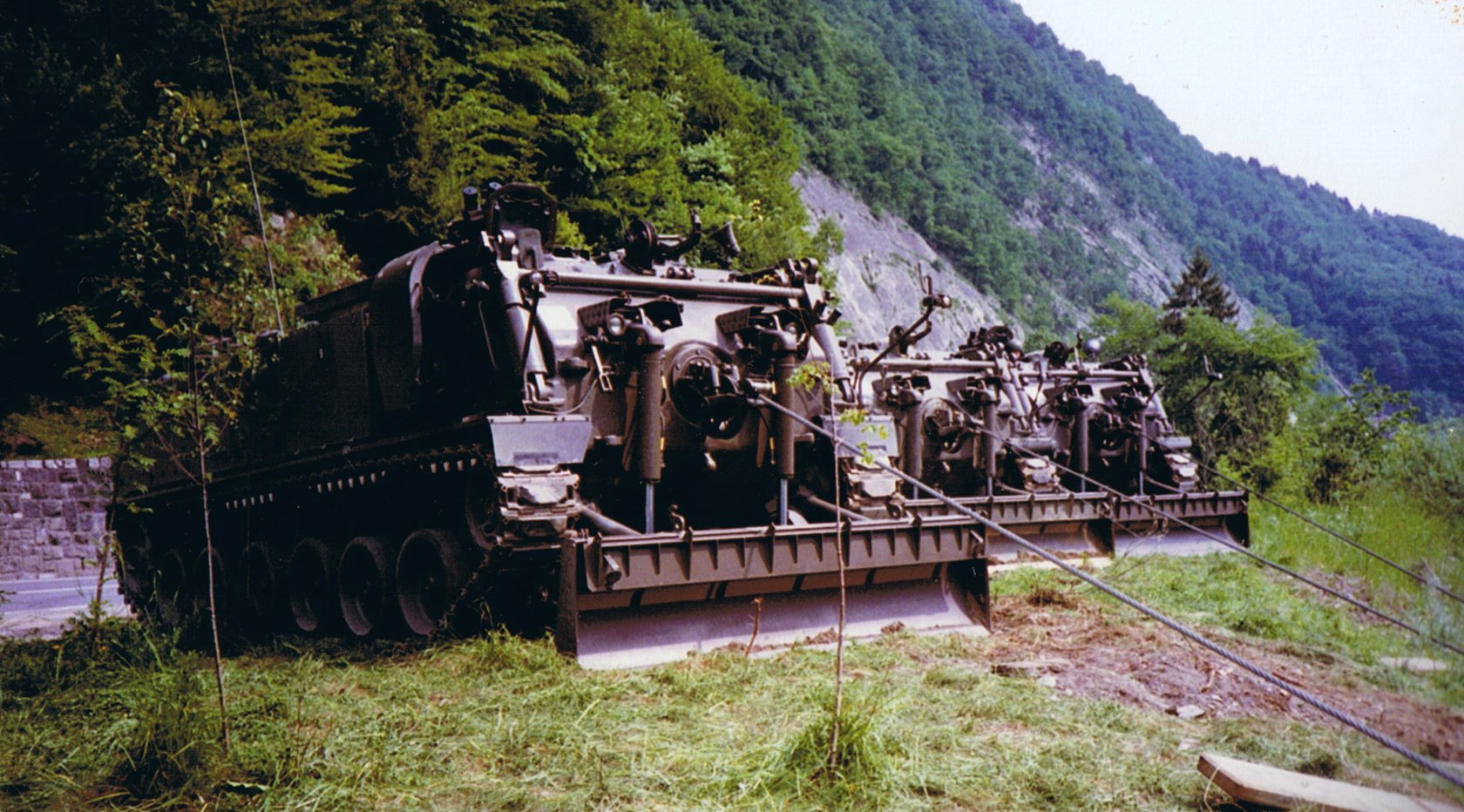
Entpannungspanzer 65
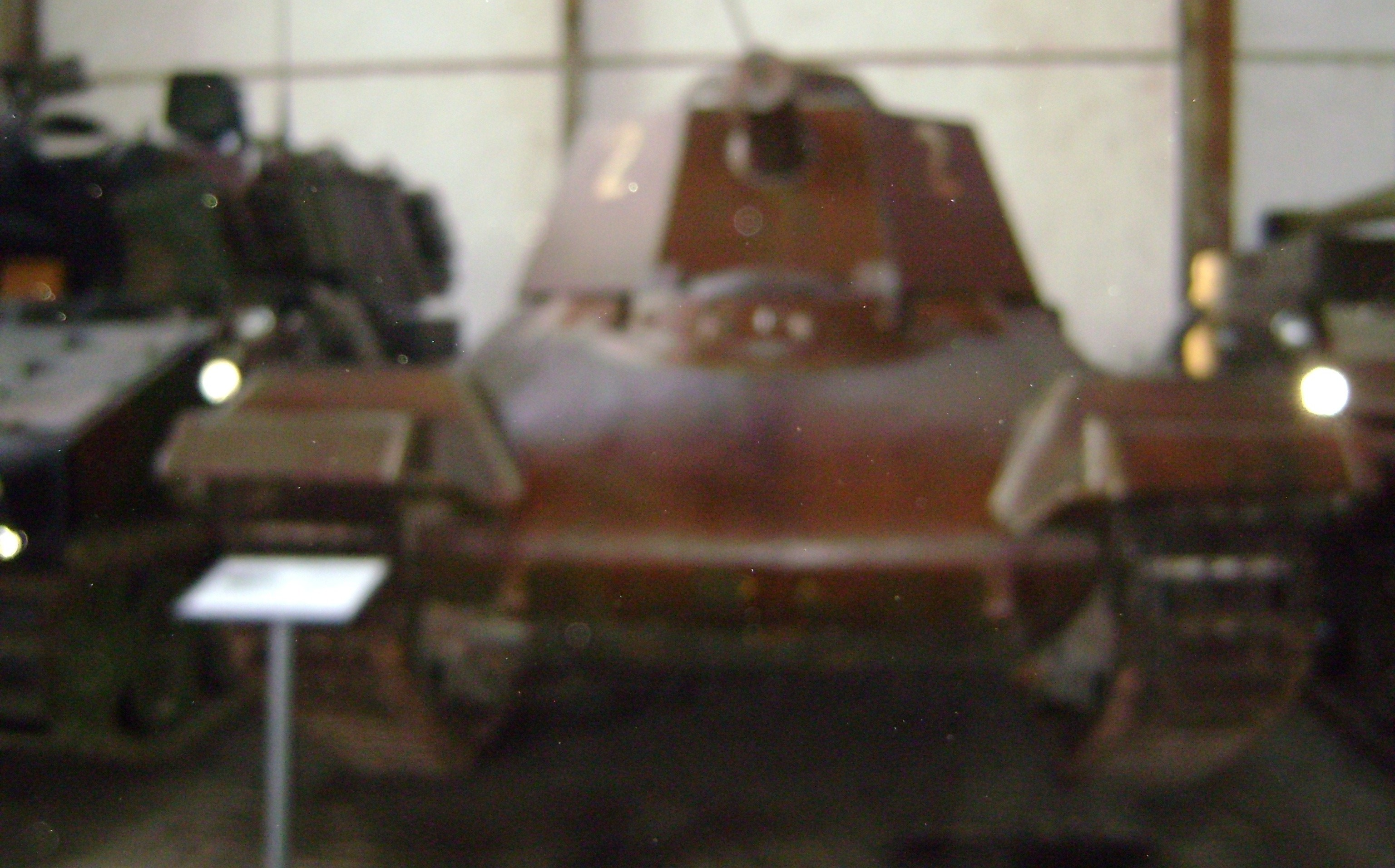
Zielfahrzeug 68